# Kerecsend
Kerecsend es un pueblo ubicado en el distrito de Eger, en el condado de Heves, Hungría.

## Superficie
Posee una superficie de 24,58 kilómetros cuadrados.

## Demografía
Hasta 2019 la población era de 2297 habitantes, con una densidad de población de 93,45 habitantes por kilómetro cuadrado.